# Accalathura wardae
Accalathura wardae är en kräftdjursart som beskrevs av Brian Frederick Kensley och Marilyn Schotte 2000. Accalathura wardae ingår i släktet Accalathura och familjen Leptanthuridae.
Artens utbredningsområde är Aldabra. Inga underarter finns listade i Catalogue of Life.